# Битка на Лизени
Битка на Лизени вођена је 15-17. јануара 1871. године између француске и немачке војске током Француско-пруског рата. Завршена је победом пруске војске.

## Битка
Немачки 14. корпус генерала Вердера (45.000 људи) поставио се 11. јануара између опседнутог Белфора и француске армије генерала Бурбакија (125.000 људи) која је долазила са запада. Како би заштитио опсаду Белфора, Вердер је утврдио положаје од Фрајеа до Монбелијара. Напад Француза отпочео је 15. јануара, али су закасниле леве трупе (2 дивизије) које је непријатеља требало да обухвате са севера. Оне су 16. јануара код Шенбјеа неочекивано наишле на утврђене положаје на десној обали Лизене. Француске трупе су ноћу 16/17. јануара одбачене након што су освојиле Фраје и приморане да пређу у одбрану. Французи су и на осталим фронтовима претрпели тешке губитке, а нису постигли ниједан успех. Бурбаки је 17. јануара присиљен да одступи на територију Швајцарске. Губици: Французи 8000, Немци око 1650.